# Polybia richardsi
Polybia richardsi är en getingart som beskrevs av Cooper 1993. Polybia richardsi ingår i släktet Polybia och familjen getingar. Inga underarter finns listade i Catalogue of Life.